# Teorija aproksimacije
U matematici, teorija aproksimacije se bavi načinom na koji se funkcije najbolje mogu aproksimirati jednostavnijim funkcijama, i kvantitativnim karakterisanjem grešaka koje su time uvedene. Treba imati na umu da ono što se podrazumeva najboljim i jednostavnijim zavisi od aplikacije. Blisko srodna tema je aproksimacija funkcija generalizovanim Furijeovim redom, tj. aproksimacija zasnovana na sumaciji niza termina baziranih na ortogonalnim polinomima.
Jedan od problema od posebnog interesa je aproksimacija funkcije u računarskoj matematičkoj biblioteci, korišćenjem operacija koje se mogu izvršiti na računaru ili kalkulatoru (npr. sabiranje i množenje), tako da je rezultat što je moguće bliži stvarnoj funkciji. Ovo se obično radi sa polinomskim ili racionalnim (odnos polinoma) aproksimacijama.
Cilj je da aproksimacija bude što je moguće bliže stvarnoj funkciji, tipično sa tačnošću koja je bliska onoj koja postoji u osnovnoj računarskoj aritmetici sa pokretnim zarezom. Ovo se postiže korišćenjem polinoma visokog stepena i/ili sužavanjem domena nad kojim polinom treba da aproksimira funkciju. Sužavanje domena često se može obaviti upotrebom različitih formula za dodavanje ili skaliranje funkcija koje se aproksimiraju. Moderne matematičke biblioteke često redukuju domen na mnoge male segmente i koriste polinom niskog stepena za svaki segment.

## Optimalni polinomi
Kada se izabere domen (tipično interval) i stepen polinoma, sam polinom se bira na takav način da se minimizuje greška u najgorem slučaju. To jest, cilj je da se minimizuje maksimalna vrednost od {\displaystyle \mid P(x)-f(x)\mid }, gde je P(x) aproksimacioni polinom, f(x) je stvarna funkcija, i x varira u izabranom intervalu. Za funkcije koje se dobro ponašaju, postoji polinom -tog stepena koji će dovesti do krive greške koja osciluje između  {\displaystyle +\varepsilon } i {\displaystyle -\varepsilon } ukupno N + 2 puta, dajući najgoru grešku od {\displaystyle \varepsilon }. Može se videti je da postoji polinom -tog stepena koji može da interpolira N + 1 tačaka krive. Takav polinom je uvek optimalan. Mogu se osmisliti funkcije f(x) za koje ne postoji takav polinom, ali se one u praksi retko javljaju.
Na primer, grafovi prikazani na desnoj strani pokazuju grešku u aproksimaciji log(x) i exp(x) za N = 4. Crvene krive, za optimalni polinom, su nivo, tj. one osciliraju između {\displaystyle +\varepsilon } i {\displaystyle -\varepsilon }. Traba imati na umu da je u svakom slučaju broj ekstrema N + 2, tj. 6. Dva ekstrema su na krajnjim tačkama intervala, na levim i desnim ivicama grafova.
Da bi se dokazalo da je ovo tačno, pretpostavimo da je P polinom stepena N koji ima opisano svojstvo, to jest, daje funkciju greške koja ima N + 2 ekstrema, naizmeničnih znakova i jednakih veličina. Crveni graf na desnoj strani pokazuje kako ova funkcija greške može izgledati za N = 4. Pretpostavimo da je Q(x) (čija je funkcija greške prikazana plavom bojom na desnom grafikonu) još jedan N-stepeni polinom koji je bolja aproksimacija za f nego P. Konkretno, Q je bliže f od P za svaku vrednost xi gde se ekstrem P−f javlja, tako da je
{\displaystyle |Q(x_{i})-f(x_{i})|<|P(x_{i})-f(x_{i})|.}
Kad se javi maksimum od  u , onda je
{\displaystyle Q(x_{i})-f(x_{i})\leq |Q(x_{i})-f(x_{i})|<|P(x_{i})-f(x_{i})|=P(x_{i})-f(x_{i}),}
Kad se javi minimum od  u , onda je
{\displaystyle f(x_{i})-Q(x_{i})\leq |Q(x_{i})-f(x_{i})|<|P(x_{i})-f(x_{i})|=f(x_{i})-P(x_{i}).}
Dakle, kao što se može videti na grafiku,  mora ima naizmeničan znaku za N + 2 vrednosti od xi. Ali  se svodi na P(x)&nbsp;−&nbsp;Q(x) koji je polinom stepena N. Ova funkcija menja znak najmanje N+1 puta, dakle, po teoremi o srednjoj vrednosti, ona ima N+1 nula, što je nemoguće za polinom stepena .

## Literatura
- A. F. Timan, Theory of approximation of functions of a real variable, 1963  0-486-67830-X
- C. Hastings, Jr. Approximations for Digital Computers. Princeton University Press, 1955.
- J. F. Hart, E. W. Cheney, C. L. Lawson, H. J. Maehly, C. K. Mesztenyi, J. R. Rice, H. C. Thacher Jr., C. Witzgall, Computer Approximations. Wiley, 1968, Lib. Cong. 67-23326.
- L. Fox and I. B. Parker. "Chebyshev Polynomials in Numerical Analysis." Oxford University Press London, 1968.
- Press, WH; Teukolsky, SA; Vetterling, WT; Flannery, BP (2007), „Section 5.8. Chebyshev Approximation”, Numerical Recipes: The Art of Scientific Computing (3rd изд.), New York: Cambridge University Press, ISBN 978-0-521-88068-8, Архивирано из оригинала 10. 04. 2020. г., Приступљено 28. 06. 2019
- W. J. Cody Jr., W. Waite, Software Manual for the Elementary Functions. Prentice-Hall, 1980,  0-13-822064-6.
- E. Remes [Remez], "Sur le calcul effectif des polynomes d'approximation de Tschebyscheff". 1934 C. R. Acad. Sci., Paris, 199, 337-340.
- K.-G. Steffens, "The History of Approximation Theory: From Euler to Bernstein," Birkhauser, Boston 2006  0-8176-4353-2.
- T. Erdélyi, „Extensions of the Bloch-Pólya theorem on the number of distinct real zeros of polynomials”. Journal de théorie des nombres de Bordeaux. 20 (2008): 281—287..
- T. Erdélyi. „The Remez inequality for linear combinations of shifted Gaussians”. Math. Proc. Camb. Phil. Soc. 146 (2009): 523—530..
- L. N. Trefethen, "Approximation theory and approximation practice", SIAM 2013.
- Theory of Point Estimation by E.L. Lehmann and G. Casella. ( 0387985026)
- Systems Cost Engineering by Dale Shermon. ( 978-0-566-08861-2)
- Mathematical Statistics and Data Analysis by John Rice. ( 0-534-209343)
- Fundamentals of Statistical Signal Processing: Estimation Theory by Steven M. Kay ( 0-13-345711-7)
- An Introduction to Signal Detection and Estimation by H. Vincent Poor ( 0-387-94173-8)
- Detection, Estimation, and Modulation Theory, Part 1 by Harry L. Van Trees ( 0-471-09517-6; website)
- Optimal State Estimation: Kalman, H-infinity, and Nonlinear Approaches by Dan Simon website Архивирано на веб-сајту  (30. децембар 2010)
- Ali H. Sayed, Adaptive Filters, Wiley, NJ, 2008,  978-0-470-25388-5.
- Ali H. Sayed, Fundamentals of Adaptive Filtering, Wiley, NJ, 2003,  0-471-46126-1.
- Thomas Kailath, Ali H. Sayed, and Babak Hassibi, Linear Estimation, Prentice-Hall, NJ, 2000,  978-0-13-022464-4.
- Babak Hassibi, Ali H. Sayed, and Thomas Kailath, Indefinite Quadratic Estimation and Control: A Unified Approach to H2 and H{\displaystyle \infty } Theories, Society for Industrial & Applied Mathematics (SIAM), PA, 1999,  978-0-89871-411-1.
- V.G.Voinov, M.S.Nikulin, "Unbiased estimators and their applications. Vol.1: Univariate case",  Kluwer Academic Publishers, 1993,  0-7923-2382-3.
- V.G.Voinov, M.S.Nikulin, "Unbiased estimators and their applications. Vol.2: Multivariate case",  Kluwer Academic Publishers, 1996,  0-7923-3939-8.
- Katznelson, Yitzhak (1976). An introduction to Harmonic Analysis (2nd corrected изд.). New York, NY: Dover Publications, Inc. стр. 46. ISBN 0-486-63331-4.
- Tolstov, Georgi P. (1976). Fourier Series. Courier-Dover. ISBN 0-486-63317-9.
- Fasshauer, Greg (2015). „Fourier Series and Boundary Value Problems” (PDF). Math 461 Course Notes, Ch 3. Department of Applied Mathematics, Illinois Institute of Technology. Приступљено 6. 11. 2020.
- William E. Boyce; Richard C. DiPrima (2005). Elementary Differential Equations and Boundary Value Problems (8th изд.). New Jersey: John Wiley & Sons, Inc. ISBN 0-471-43338-1.
- Joseph Fourier, translated by Alexander Freeman (2003). The Analytical Theory of Heat. Dover Publications. ISBN 0-486-49531-0. 2003 unabridged republication of the 1878 English translation by Alexander Freeman of Fourier's work Théorie Analytique de la Chaleur, originally published in 1822.
- Enrique A. Gonzalez-Velasco (1992). „Connections in Mathematical Analysis: The Case of Fourier Series”. American Mathematical Monthly. 99 (5): 427—441. JSTOR 2325087. doi:10.2307/2325087.
- Fetter, Alexander L.; Walecka, John Dirk (2003). Theoretical Mechanics of Particles and Continua. Courier. ISBN 978-0-486-43261-8.
- Felix Klein, Development of mathematics in the 19th century. Mathsci Press Brookline, Mass, 1979. Translated by M. Ackerman from Vorlesungen über die Entwicklung der Mathematik im 19 Jahrhundert, Springer, Berlin, 1928.
- Walter Rudin (1976). Principles of mathematical analysis (3rd изд.). New York: McGraw-Hill, Inc. ISBN 0-07-054235-X.
- A. Zygmund (2002). Trigonometric Series (third изд.). Cambridge: Cambridge University Press. ISBN 0-521-89053-5.
- Foncannon, J. J.; Foncannon, J. J.; Pekonen, Osmo (2008). „Review of Classical and quantum orthogonal polynomials in one variable by Mourad Ismail”. The Mathematical Intelligencer. Springer New York. 30: 54—60. ISSN 0343-6993. S2CID 118133026. doi:10.1007/BF02985757.
- Ismail, Mourad E. H. (2005). Classical and Quantum Orthogonal Polynomials in One Variable. Cambridge: Cambridge University Press. ISBN 0-521-78201-5.
- Jackson, Dunham (2004) [1941]. Fourier Series and Orthogonal Polynomials. New York: Dover. ISBN 0-486-43808-2.
- Hazewinkel Michiel, ур. (2001). „Orthogonal polynomials”. Encyclopaedia of Mathematics. Springer.  978-1556080104.
- Szegő, Gábor (1939). Orthogonal Polynomials. Colloquium Publications. XXIII. American Mathematical Society. ISBN 978-0-8218-1023-1. MR 0372517.
- Totik, Vilmos (2005). „Orthogonal Polynomials”. Surveys in Approximation Theory. 1: 70—125. arXiv:math.CA/0512424 .
- C. Chan, A. Mironov, A. Morozov, A. Sleptsov, arXiv:1712.03155.